# Syberia
Syberia és un joc d'aventura concebut el 2002 per Benoît Sokal, desenvolupat per Microïds i publicat per la companyia The Adventure Company  als Estats Units. Segueix la protagonista Kate Walker en el seu intent de realitzar una venda en el nom del seu bufet d'advocats. A més de la trama principal, el joc conté una història secundària dramàtica, que passa a través de les trucades rebudes al telèfon mòbil de Kate, implicant el deteriorament de la seva relació amb el seu promès. Replet d'enigmes i puzles característics del gènere. Va ser publicat a Espanya el 2002.
El joc fa servir els elements d'Art Nouveau i ficció steampunk en la seva història. La majoria dels dispositius i eines, i fins i tot un tren mecànic, són accionats per ressorts i engranatges de rellotgeria. Syberia va ser aclamat pels crítics pel seu disseny gràfic i el guió intel·ligent, i una seqüela, Syberia II, va ser llançada el 2004, que comença per on s'acaba el joc anterior. El 2009, Microïds va anunciar que Syberia III seria llançada en PC, i possiblement PlayStation 3, al juny de 2010, però, aquest termini no es va complir. El 26 de novembre, Anuman Interactive va anunciar un Syberia III en versió multiplataforma per a 2014 o 2015. Finalment, Syberia III va ser llançat el 20 d'abril de 2017.
El joc anterior de Sokal, Amerzone, es passa en el mateix univers fictici, i Syberia hi conté algunes referències. Un altre dels jocs d'aventura de Sokal, Paradise, no té connexions amb Syberia, però utilitza les mateixes il·lustracions d'alta qualitat i una interfície similar.

## Sinopsi
En el joc, el jugador utilitza una advocada nord-americana anomenada Kate Walker. Kate és enviada als Alps francesos a una vila anomenada Valadilène per rematar la compra de la fàbrica d'autòmats Voralberg. Quan arriba, Kate descobreix que l'hereva de la fàbrica, Anna Voralberg, ha mort. Investigant al costat del notari del poble, descobreix que queda un hereu legal que ha de cercar per acabar la transacció de la fàbrica d'autòmats. Aquest hereu, que es presumia mort fa bastant anys en un accident, és Hans Voralberg, germà menor d'Anna. Kate, en la recerca d'Hans es desentranyarà dels successos del passat per descobrir el seu parador. En el transcurs del joc descobrirà els secrets de la família Voralberg. La seva missió la portarà per Europa central i oriental a la recerca de Hans Voralberg, on descobreix les seves grans obres mecàniques. El títol Syberia fa referència a una mítica illa del joc on hi viuen encara mamuts. Pot ser que es va inspirar en l'Illa de Wrangel, a la regió de Sibèria a Rússia. Aquesta illa va ser l'últim lloc del planeta on hi va haver mamuts.

### Inici a Valadilène

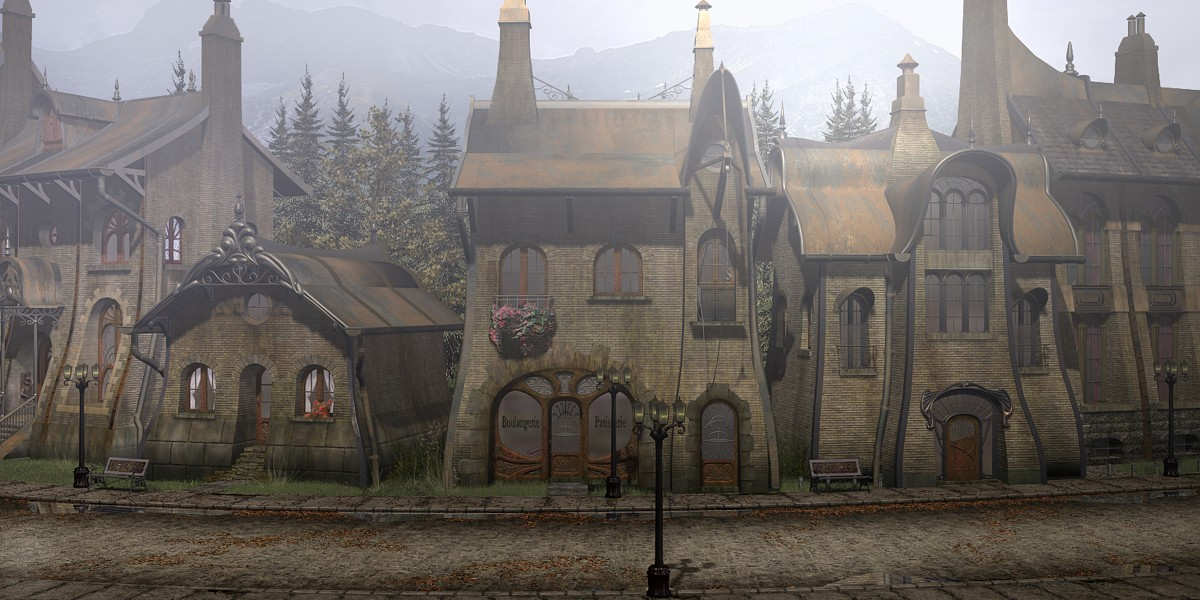
Valadilène.

Fem servir Kate Walkers, lletrada del "buffet d'advocats, Marson & Lormont". És enviada per tancar el tracte de la compra de la fàbrica Voralberg, per part de la companyia Universal Toy's company que posseeix el monopoli de les joguines.
Quan arriba a Valadilène, es troba amb uns autòmats que porten un fèretre. Entrar a l'hotel, i parla amb el conserge i amo, que li diuen que l'Anna Voralberg tot just ha mort. Truca amb Marson a l'oficina per enllestir els detalls i parlar amb el notari del poble per tancar la compra.
El notari li diu que hi ha un hereu anomenat Hans Voralberg, germà menor d'Anna, que presumptament ja va morir. El notari mai no ho va saber perquè va ser l'última voluntat d'Anna abans de morir. Al seu testament, li deixa la propietat de la fàbrica. També se sap que la mort del germà va ser un frau del pare per amagar-lo. Anna se submergeix en la recerca dels documents per cercar-lo per tot el poble.

### Història dels Voralberg
Els Voralberg són una nissaga de fabricants d'autòmats, que durant huit-cents anys n' han construït. Són fàcilment recognoscibles per llur perfecció i una típica clau per donar-los corda.
Durant els anys 1920, el president n'era Rodolphe Voralberg, l'esposa del qual havia mort i es dedicava completament a la fàbrica. Durant l'estiu de 1928 Hans pateix un accident que li redueix la seva capacitat intel·lectual però desenvolupa una capacitat extraordinària per a la mecànica. Hans porta meticulosos canvis en la línia de producció que no agraden gaire al pare, com la creació de mamuts, els favorits de Hans.
Anna se'n va a la universitat mentre Hans i Rodolphe porten la fàbrica. Durant 1938 Hans cau d'un congost i mor. Anna assumeix la presidència de la fàbrica després que el seu pare pateixi una depressió.

### Diari d'Anna Voralberg, història d'Anna i Hans
Kate Walker troba el diari d'Anna on s'explica la història dels últims anys de la família. Durant l'any 1928, Hans descobreix una cova prehistòrica amb uns dibuixos de mamuts i mostra el seu descobriment a l'Anna. Durant una excursió l'any 1928, Hans intenta d'agafar un mamut de joguina que es trobava a la cova, cau i és greument ferit.
El diari explica que Hans va romandre cinc dies en coma, i va despertar. Però mai va tornar a ser el mateix i les seves paraules eren entretallades. Després que el seu pare el portés als millors especialistes mèdics en els mesos següents, es va descobrir que a causa del llarg coma i la caiguda, Hans era mentalment discapacitat. Encara que Hans creixés, tenia l'edat mental d'un nen de vuit anys. Rodolphe va tractar que treballés a la fàbrica i així ho va fer durant uns anys. Hans va aprendre l'ofici fàcilment i la seva capacitat mental es va bolcar en el desenvolupament d'autòmats.
Va fabricar diverses peces i plànols d'autòmats únics, molts més avançats que el seu pare. Però Hans vivia obsessionat amb els mamuts. Durant 1937 Hans i Rodolphe van discutir sobre els experiments de Hans amb mamuts autòmats. Hans va descobrir que havia d'escapar de casa seva, per alliberar-se del pare i conèixer aels mamuts. Rodolphe ho va descobrir i el va tancar uns mesos en una habitació. Durant aquest lapse Hans va perfeccionar la seva tècnica de construcció d'autòmats per poder comunicar amb l'Anna.
Un hivern va escapar de l'habitació i se'n va anar cap a Syberia per conèixer els mamuts. Hans només tenia divuit anys. El pare, dolgut per l'actuació del seu fill, va inventar un suïcidi subornant un metge i convencent el capellà perquè fes el seu funeral.

### L'empresa en fallida
A causa dels plans de Hans, i de les seves invencions, l'empresa era en deute, però Anna no volia vendre fins a poder acabar les creacions de Hans, i així poder veure el seu germà, ja que portaven més de vint anys sense veure's, des que Hans se'n va anar a Syberia a buscar els mamuts. El banc creditor va proposar vendre l'empresa a la Universal Toy's company per saldar els deutes.
Kate Walkers troba les factures a l'oficina de la fàbrica, com també els plans de les últimes creacions de Hans, un tren ambulante mecanisme de rellotgeria i un autòmat, Oscar, amb ment pròpia per fer servir el tren. Troba l'Oscar inacabat dins de la fàbrica a causa de la prematura mort d'Anna Voralberg, i el tren sense ocupants i amb problemes mecànics que aviat Walkers resoldrà.
L'empresa era en decadència i sobrevivia gràcies als projectes que Hans li enviava a l'Anna.

## Personatges

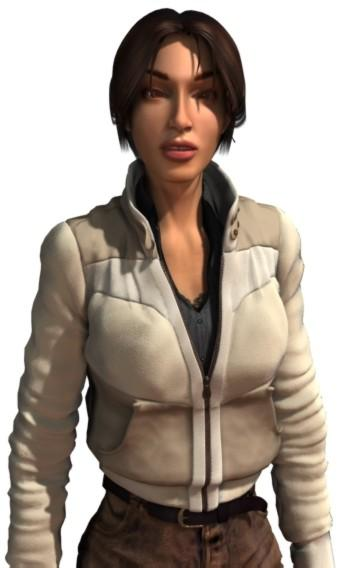
Kate Walker.

Kate Walker. Personatge principal del joc. Advocada que representa la firma Marson & Lormont Associats. Se'n va a França (al poble de Valadilène) per tancar la compra de l'empresa d'autòmats Voralberg. Però pels imprevists successos, haurà de trobar l'hereu per a acabar la venda i tornar a New York.
Es veurà immersa en una recerca incansable que la portarà per Europa i descobrirà noves atraccions en la seva vida. Durant el transcurs de la història, viurà noves aventures i fracassos amb les persones més properes, el seu xicot, la seva mare, la seva millor amiga i els seus caps, abans de finalitzar la tasca i tornar a casa.
Oscar. Autòmat creat a partir dels plans de Hans. Va ser realitzat per Anna Voralberg encara que no va poder acabar-lo perquè va morir. Kate Walker n'acaba la construcció, com que l'únic que li faltaven eren els peus. Va ser creat per ser el maquinista de l'última creació d'Hans, un tren mecànic. Té una memòria, la qual ell anomena ànima. És un autòmat que segueix les regles, siguin quines siguin. És bastant interactiu.
Momo. Nen desemparat que viu al poble. Sempre amb vestimenta vella i gastada. Té la mateixa dificultat que Hans per a l'aprenentatge. Anna el va adoptar com un fill i li va ensenyar tot sobre la fàbrica. Encara que no té la mateixa capacitat de Hans, Anna veu en Momo el mateix problema que Hans. Està trist per la mort d'Anna, la seva tutora. Momo sap les històries de mamut, ja que l'Anna se les explicava tot el temps. S'assembla molt al veritable Hans.